# Chromis howsoni
Chromis howsoni là một loài cá biển thuộc chi Chromis trong họ Cá thia. Loài này được mô tả lần đầu tiên vào năm 2014.

## Phân bố và môi trường sống
C. howsoni có phạm vi phân bố giới hạn ở vùng biển Tây Thái Bình Dương. Chúng chỉ được tìm thấy tại tỉnh Oro và tỉnh Vịnh Milne ở phía đông nam Papua New Guinea. C. howsoni sống xung quanh những rạn san hô ngoài khơi và trong các đầm phá ở độ sâu khoảng 2 – 65 m, nhưng thường trong khoảng 6 – 20 m; có thể được tìm thấy gần các vách đá và hang động.

## Mô tả
C. howsoni trưởng thành dài khoảng 5,6 cm. Cơ thể có màu nâu xám hoặc nâu vàng. Vây bụng có màu vàng tươi; vây lưng và vây hậu môn có màu hơi nâu; có khoảng màu vàng cam ở phía sau 2 vây này.Hai thùy đuôi có rìa màu nâu đất; vây đuôi trong suốt. Gốc vây ngực có đốm màu đỏ cam. Mống mắt màu xanh ngọc với một dải sọc đen băng qua con ngươi.
Số ngạnh ở vây lưng: 11 - 12; Số vây tia mềm ở vây lưng: 11 - 13; Số ngạnh ở vây hậu môn: 2; Số vây tia mềm ở vây hậu môn: 12 - 13; Số ngạnh ở vây bụng: 1; Số vây tia mềm ở vây bụng: 5; Số vây tia mềm ở vây ngực: 15 - 17; Số vảy đường bên: 12 - 14.
Thức ăn của C. howsoni là những sinh vật phù du. Chúng thường bơi thành những nhóm nhỏ hoặc sống đơn độc. Cá đực có tập tính bảo vệ và chăm sóc những quả trứng.